# Trisílabo
El trisílabo es un verso de arte menor, de tres sílabas. Se utiliza muy poco, generalmente en combinación con el bisílabo y dentro de composiciones polimétricas. 

## Historia
El verso hace su aparición en la lírica romántica, dentro de obras que experimentan con los diversos tipos de verso, como El estudiante de Salamanca de José de Espronceda.
Tuvo también cierto uso en composiciones modernistas y en algunos poemas de la generación del 27.